# 脇阪克二
脇阪 克二（わきさか かつじ、1944年〈昭和19年〉 - ）は、日本のテキスタイルデザイナーである。マリメッコやラーセン社を経て、SOU・SOUのテキスタイルデザイナーとして活動。

## 略歴
1944年（昭和19年）、京都市生まれ。1968年（昭和43年）からフィンランドのマリメッコにてテキスタイルデザイナーとして勤務。1976年（昭和51年）、ニューヨークのラーセン社に移籍しインテリア・ファブリックのテキスタイルデザイナーとして活躍、1985年（昭和60年）退社。
1986年（昭和61年）、日本に帰国。ニューヨーク時代より20年にわたりワコールインテリアファブリックにてコレクションを発表。 
1996年 以降は陶器・絵・布・絵本など幅広い表現の中で作品を生み出し、2002年より再びデザインに重点を移しマリメッコ社からファブリック・コレクションを発表。
2005年から2008年まで京都造形芸術大学客員教授を務め、その後はSOU・SOUでテキスタイルデザイナーとして活動をはじめ現在に至る。

## 主な作品
- 2003年10月 「ロボット ボット」(絵本 / 福音館書店)
- 2007年4月 「ぶーぶーぶー」(絵本 / 福音館書店)
- 2012年3月 「どのはな いちばん すきな はな？」(絵本 / 福音館書店)

## 関連書籍
- 脇阪克二のデザイン ―マリメッコ、SOU・SOU、妻へ宛てた一万枚のアイデア (パイインターナショナル)